# 史蒂芬·前田
史蒂芬·前田（英語：Steven Maeda）是一名美國電視製片人和編劇。他曾為《殘酷的國度》、《X檔案》、《CSI犯罪現場：邁阿密》、《迷失》和《破日》等電視劇撰寫劇集。他還擔任過《迷失》和《CSI犯罪現場：邁阿密》的監製。他是《别对我撒谎》的執行製片人。

## 職業生涯
2005年，前田加入《迷失》劇組，擔任該劇第二季的監製和編劇。在2006年2月的頒獎典禮上，前田和《迷失》的編劇團隊憑藉第一季和第二季的出色工作，榮獲美國編劇工會獎最佳戲劇系列獎。在2007年2月的頒獎典禮上，編劇團隊憑藉第二季和第三季的作品再次獲得該獎項提名。在第三季中，前田沒有回歸。
2011年，前田受聘擔任《泛美之旅》的節目總導演，當時該劇正處於第一季的中期。他還擔任過Syfy的《雙螺旋》的執行製片人和節目統籌。2020年1月，他宣布擔任根據尾田榮一郎的漫畫系列改編的Netflix原創劇集《ONE PIECE》的節目統籌。

## 影視作品

### 電視
| 年份      | 標題                | 標題          | 職務 | 職務   | 備註       |
| 年份      | 譯名                | 原文          | 編劇 | 製片人 | 備註       |
| --------- | ------------------- | ------------- | ---- | ------ | ---------- |
| 2000      | 殘酷的國度          | Harsh Realm   | 是   | 是     |            |
| 2000—2002 | X檔案               | The X-Files   | 是   | 否     | 兼編審     |
| 2002—2005 | CSI犯罪現場：邁阿密 | CSI: Miami    | 是   | 是     |            |
| 2005—2006 | 迷失                | Lost          | 是   | 是     |            |
| 2006—2007 | 破日                | Day Break     | 是   | 是     |            |
| 2009      | 别对我撒谎          | Lie to Me     | 是   | 執行   |            |
| 2010      | 邁城急救            | Miami Medical | 是   | 是     |            |
| 2011—2012 | 泛美之旅            | Pan Am        | 否   | 是     | 兼節目統籌 |
| 2012      | 記憶神探            | Unforgettable | 是   | 是     |            |
| 2014—2015 | 雙螺旋              | Helix         | 是   | 是     | 兼節目統籌 |
| 2016—2017 | 定罪                | Conviction    | 否   | 是     |            |
| 2018      | 救世倒數            | Salvation     | 是   | 是     |            |
| 2023      | ONE PIECE           | One Piece     | 是   | 是     | 兼節目統籌 |

## 外部連結
- 史蒂芬·前田在互联网电影资料库（IMDb）上的資料（英文）
- 史蒂芬·前田的X（前Twitter）